# Stern des Südens (Lied)
Stern des Südens ist der Titel eines von Willy Astor und Stephan Lehmann geschriebenen und komponierten Liedes. Die Originalversion wurde von Claus Lessmann interpretiert. Bekanntheit erlangte das Lied als Vereinshymne des FC Bayern München, welche bei jedem Heimspiel des Vereins angestimmt wird.

## Entstehung
Die Melodie wurde 1997 von dem Kabarettisten und Musiker Willy Astor komponiert, den Text schrieb er zusammen mit dem Moderator und Stadionsprecher Stephan Lehmann. Das Lied wurde erstmals zur Saisoneröffnung 1998 vor Publikum aufgeführt. Nach eigener Aussage von Astor entstand das Lied aus eigener Initiative, wobei er mit dem Refrain begann. Als Grund dafür erwähnt er, dass ihm die vorherige Vereinshymne Forever Number One ein zu langsames Tempo aufweise, ihn langweile und er „gerne etwas Rockiges“ hätte.
Als Willy Astor und Stephan Lehmann im Juli 1998 Uli Hoeneß ihre selbst komponierte und getextete Hymne präsentierten, sei er überzeugt von dieser gewesen. Im Anschluss wählten die beiden Claus Lessmann von der Ingolstädter Band Bonfire als Interpreten aus.

## Inhalt
| „FC Bayern, Stern des Südens. Du wirst niemals untergehn. Weil wir in guten wie in schlechten Zeiten zueinander stehn. FC Bayern, Deutscher Meister. Ja, so heißt er, mein Verein. Ja, so war es und so ist es und so wird es immer sein!.“ – Refrain, Originalauszug | Inhaltlich wird die Liebe und Treue der Fans zu ihrem Verein thematisiert. Die titelgebende Bezeichnung Stern des Südens steht als Ausdruck für die Besonderheit des süddeutschen Fußballvereins. Aufgebaut ist das Lied aus zwei Strophen, einem Refrain und einer Bridge. Das Lied beginnt zunächst mit einer Strophe, welche aus vier Fragestellungen besteht. Daran schließt sich der Refrain an, welcher die Antwort auf die in der Strophe gestellten Fragen liefert: „FC Bayern“. Darauf folgt die zweite Strophe, die sich wie die erste Strophe aus vier Fragen zusammensetzt. Es folgt die Bridge mit anschließender zweifacher Wiederholung des Refrains. Bei der zweiten Wiederholung werden die Zeilen „FC Bayern, Deutscher Meister; Ja, so heißt er, mein Verein; Ja, so war es und so ist es und so wird es immer sein“ erneut wiederholt und stellen den Abschluss des Liedes dar. |

## Versionen
Neben der Version von Claus Lessmann als Interpreten gibt es weitere Versionen der Hymne. So wurde von Bayern-Fans United eine Version veröffentlicht, welche sowohl Teil des Albums Heimspiel war, als auch als Single herausgebracht wurde.
Auf dem offiziellen YouTube-Kanal des FC Bayern Münchens wurden diverse Versionen des Liedes veröffentlicht.

## Rezeption

### Charts und Chartplatzierungen
Stern des Südens stieg in der ersten Kalenderwoche des Jahres 1998 auf Platz 75 der deutschen Charts ein. In der siebten Kalenderwoche erreichte das Lied seine Spitzenposition auf Platz 67. In Österreich erreichte es am 7. Juni 2013 den 46. Platz in den Charts.
Eine Neuauflage des Songs aus der Saison 2006/07 konnte sich erneut in den deutschen Charts platzieren. Es erreichte eine Höchstposition auf dem 25. Platz.
| ChartsChartplatzierungen | Höchstplatzierung | Wochen |
| ------------------------ | ----------------- | ------ |
| Deutschland (GfK)        | 67 (9 Wo.)        | 9      |
| Österreich (Ö3)          | 46 (1 Wo.)        | 1      |

| ChartsChartplatzierungen | Höchstplatzierung | Wochen |
| ------------------------ | ----------------- | ------ |
| Deutschland (GfK)        | 25 (11 Wo.)       | 11     |

### Sonstiges
Im Dezember 2009 fand am Fröttmaninger Berg ein Kunstprojekt unter dem gleichen Namen statt, also in unmittelbarer Nähe zur Allianz Arena, der Heimspielstätte des FC Bayern München.